# 装備総局
装備総局（そうびそうきょく、フランス語：Direction générale de l'Armement、略称：DGA）は、フランス国防省の下に置かれるフランス軍全体の装備体系の設計・評価および調達を担当する機関。他に日本語名称では軍備総合局、国防省装備庁や国防装備庁あるいは兵器総局などがある。
その職員数は2012年時点で約12,000人の規模で、80の装備プロジェクトが進行中であり、2011年度には76億4,900万ユーロの受注を産業界に還流させ、6億9,500万ユーロの研究契約が産業界に通知され、推定65億米ドルに及ぶ輸出を受注している。

## 歴史
装備総局は1961年に設立された軍需省庁委員会（délégation ministérielle pour l'Armement：DMA）を前身とし、1977年に改組される。元々は6つある軍事技術部門（航空技術、軍用品技術、造船技術、水路測量技術、火薬技術、電気通信技術）の集合体であったが、1966年1月1日に単一の機関として登場する。
装備総局は複雑化していたフランス防衛産業界を統御する行政官庁としての性格を次第に持つようになった。装備総局は徐々に事業部門を分離させ公営企業化させる。その手始めとして1971年に火薬事業をSNPEグループ（fr:Groupe SNPE）に分離した。1990年には装備総局陸軍産業グループ（GIAT）は株式会社GIATインダストリーズ（後のネクスター・システムズ社、fr:Nexter）になり、海軍造船局はDCNS（現在のナバル・グループ）社の名称で公的資金の下で民営企業化される。業務管理と産業部門管理の分離の一環として、2000年6月に海軍が保有する水上艦艇と潜水艦の運用調整保守整備（MCO）を請け負う単一機関として艦隊支援部（SSF）が設立される。装備総局は2007年まで約3,000人を雇用して航空機整備業務を通じて軍用ヘリコプターや飛行機の近代化および保守整備分野の任務を満たしていたが、この業務は空軍参謀本部と航空産業サービス（SIAé）に移管される。　
2009年10月5日、2009-1180デクレにより正式名称が装備総代表部から装備総局に改められる。
グラマ研究センターは核兵器および通常攻撃兵器システムの脆弱性評価に責任を負っていたが、2010年1月に装備総局隷下から原子力庁に移管される。

## 任務
装備総局には大きく3つの任務が与えられている。
- フランス軍向け防衛装備。軍用資器材の実用化のため試験、評価、調達の実施。
- 将来に対しての準備。想定されうる将来像に適した科学技術や能力の獲得。
- 武器輸出の推進。

具体的には以下のとおり。
- 将来型防衛システムの準備。
- 軍備計画の実施。
- 科学的・技術的の評価。
- 施設および防衛システムの評価試験。
- 軍需分野における国際関係の維持。

装備総局長は統合参謀総長および管理事務総長（SGA）と並ぶ国防大臣を補佐する三役の一角でもある。
装備総局は統合参謀本部と密接に共同して業務にあたっている。この必要性に応えるため、武器システムや資器材を構想し、試行運用と意見聴取、保守および試験を通じて、運用段階に備えた予備的研究を行う。

## 組織
装備総局は2004年に再編成され（当時は装備総代表部）、技術開発に関わるプログラム管理活動の一貫性を確保するために独自手段を保持し（プログラム調整複局）そのためにアプローチ技術統合システム（アーキテクチャ統合システム部）を構築している。
装備総局は供給元業者との関係管理のためにAGATEアーキテクチャ・フレームワーク（fr:AGATE (cadre d'architecture)）を開発する。
また、装備総局は国防省所管の完全な機関であるものの、その職員層には文民の割合が高いにもかかわらず、軍隊とは別に独自の階級制度を保持している。これは軍隊式に類似した構造と成っているものの下士官相当はほぼ不在で、士官相当の3種類の異なる専門分野から成る幹部層から成っている。3つ分野からなる幹部団はそれぞれ装備技官（IA）、装備技術研究技官（IETA）および装備管理技術幹部団（OCTAA）に加えて、高等志願幹部で構成される。文民の幹部は本採用の公務員または契約職員で構成される。
装備総局は2010年1月1日までに組織改編されている。本部は依然としてバニューにあり、支部などはその名称の前方にある旧組織名から新組織名に改称されている。

### 技術局
装備総局隷下に14のセンターが設けられ、8,000人の職員が研究開発などに従事している。
- DGA NRBC統制（旧 CEB、ブーシェ研究センター）在ヴェール＝ル＝プティ、強度の放射線、生物・化学兵器に対する防護
- DGA 情報統制（旧 CELAR）在ブリュ、情報統制の防護
- DGA 海軍技術（旧  CTSN）在トゥーロン、海戦システム。
- 大西洋潜水艦研究グループ（GESMA）在ブレスト、対潜水艦戦。
- 空力弾道研究所（LRBA）在ヴェルノン (ウール県)、ミサイル誘導技術。
- アンジェ技術施設 （ETAS）在アンジェ、陸戦システム。
- DGA 陸戦技術 （旧 ETBS）在ブールジュ、航空・地上戦闘。
- DGA プロジェクト・エンジニアリング（旧 CEP）在アルクイユ、装備プログラムの運用状態についての技術評価。
- DGA 流体力学技術（BEC）在ヴァル＝ド＝ルイユ、流体力学と水中音響の試験。
- DGA 航空技術（旧 CEAT）在バルマ、航空システムの評価と試験。
- DGA ミサイル試験（旧 CELM）在ビスカロッスとレヴァント島、ミサイルおよび固形推進薬の試験。
- DGA 推進試験（旧 推進試験センター）在サクレー、ベンチテストや航空用エンジンの評価。
- DGA 飛行試験（旧 飛行試験センター）在イストルとラ・テスト＝ド＝ビュック、飛行試験。
- DGA 訓練（旧 CEFIF）在アルクイユ。
- 新型推進体完成試験センター（CAEPE）在サン＝メダール＝アン＝ジャル

### 国際開発局
国際開発局（DI）は、武器輸出の促進に責任を負っている。このために、特にネットワークに接続された装備に依存し、二国間の防衛と軍備を補強する。
2007年8月に国際開発局はパリのバラール地区15番からタレス社の旧施設があったバニューに移転し、そして2008年11月に同事務所は再度移転している。

### その他の局
- 運用局（DO、旧武器システム局）、バニュー、装備プログラムの実施を担当。
- 戦略局（DS、4S局）、バニュー、。特に科学研究革新ミッション（MRIS）、産業および装備プログラムの技術研究に対する戦略を担当。

- 計画局（DP）、プログラム予算を担当。
- 支援部（SS）、 品質近代化中核課（SMQ）、検査、情報通信中核課（COMM）、情報保安課（SSDI）、装備総局憲兵隊（GArm）を要する。

## 各種プログラム
装備総局は欧州連合内および輸出先顧客が保有する装備のプログラムマネジメントについて調整する。欧州防衛に協力するため、装備総局は協力して新規装備プログラムの誕生を促進し欧州防衛機関の発展に貢献する。15の装備プログラムは多国間共同で運営されている。統合装備協力機関（OCCAR）ではその中にフランス軍が関与する6つの装備プログラムがあり、タイガー戦闘ヘリコプター、ローランド短地対空ミサイル、コブラ対砲レーダー、将来地対空ミサイル・システム・ファミリー（FSAF）、A400M輸送機、主力防空ミサイル・システム（PAAMS）がある。
また、装備総局は軍事技術に関わる資器材の試験・評価活動にも従事している。評価試験センターはフランス全土に点在しており航空機やミサイルなど最先端の技術試験に臨んでいる。これらの利点は防衛産業で使用する資器材の確認に寄与し、プログラム指導はシステムの許認可にも貢献している。
装備総局はフランス国家最大の投資先であり、その研究活動に対し毎年110億ユーロが投資され、新装備の開発だけでなく、軍が保有する全装備品とソフトウェアの調達と維持にも投じられている。
国家統制業務に加え、装備総局は2007年までに軍用の飛行機とヘリコプターの近代化と保守整備について（SMA）を設立し約3,000人を雇用した。この業務は2008年1月1日に空軍参謀本部と航空産業サービス（SIAé）へ移管される。

## 他組織との関係
装備総局は国立宇宙研究センター（CENS）、原子力・代替エネルギー庁（CEA）および国立航空宇宙調査研究所（Onera）の研究機関に対して融資している。また、グラマ研究センターは2010年1月に原子力庁に移管される。
以下の機関により国防大臣はフランスの防衛分野における産業政策について助力を受ける。
- 統合参謀総長（CEMA）は組織全般と戦力および機能の選択について。
- 装備構想研究総代は軍装備と施設の産業技術政策について。
- 管理事務総長（SGA）は主に予算事項、財務、法務、世代継承、社会、および人的資源の分野に対して。

コンピュータセキュリティのために国防省の下に置かれる情報通信総局（DGSIC）はこれら3つの独立体の調整に責任を負っている。
装備総局は2004年12月1日に中小企業協定（fr:Pacte PME）に加盟する。この協定への加盟により戦略的ノウハウを保持している中小企業に防衛産業への参入を促す事を目的とした。

## 教育
装備総局は主に文民技官のキャリア形成のために、以下に示した学校に対して監督権を行使することができる。
- 航空宇宙先端研究所（IASE）、オート＝ガロンヌ県トゥールーズ（統合前は航空宇宙先端国立学校（SUPAERO）と航空宇宙高等研究所（ENSICA）の2校）
- ブルターニュ先端技術国立学校（ENSTA Bretagne）、フィニステール県ブレスト
- 国立先端技術学校（ENSTA）、パリ。
- エコール・ポリテクニーク（理工科学校）（EP Paris）、エソンヌ県パレゾー。

また、2010年までは装備管理技術幹部団の個人教育を実施していた学校に対して監督権を行使できる立場にあった。
- 装備管理上級学校（ESAA）、エソンヌ県ヴィルボン＝シュル＝イヴェット。

## 歴代総局長
| 期間            | 氏名                                                |
| --------------- | --------------------------------------------------- |
| 1961年 - 1966年 | ガストン・ラボー陸軍大将 Gaston Lavaud              |
| 1966年 - 1968年 | ミシェル・フルケ空軍大将 Michel Fourquet            |
| 1968年 - 1973年 | ジャン・ブランシャール Jean Blancard                |
| 1973年 - 1977年 | ジャン＝ローラン・デルペッシュ Jean-Laurens Delpech |
| 1977年 - 1983年 | アンリ・マルトル Henri Martre                       |
| 1983年 - 1986年 | エミール・ブラン Émile Blanc                        |
| 1986年 - 1989年 | ジャック・シュヴァリエ Jacques Chevallier           |
| 1989年 - 1993年 | イーヴ・シヤル Yves Sillard                         |
| 1993年 - 1996年 | アンリ・コンゼ Henri Conze                          |
| 1996年 - 2001年 | ジャン＝イーヴ・エルメール Jean-Yves Helmer         |
| 2001年 - 2004年 | イーヴ・グレーズ Yves Gleizes                       |
| 2004年 - 2008年 | フランソワ・リュオー François Lureau                |
| 2008年 -        | ローラン・コレ＝ビヨン Laurent Collet-Billon        |